# Josef Quint
Josef Quint (* 28. März 1898 in Bonn; † 14. Dezember 1976 in Köln) war ein deutscher Germanist. Seine besondere Leistung ist die Erschließung und Herausgabe der Schriften Meister Eckharts.

## Leben
Quint war der Sohn des Schneidermeisters Adam Quint und dessen Frau Christine, geb. Sürtenich. Er studierte nach dem Notabitur und Kriegsdienst im Ersten Weltkrieg Germanistik, Anglistik und Romanistik an der Universität Bonn, wo er 1922 das Staatsexamen ablegte. 1924 wurde er dort mit seiner Dissertation Der mitteldeutsche Karl und Elegast nach der Zeitzer Handschrift herausgegeben bei Theodor Frings, Rudolf Meissner und Josef Müller  promoviert und habilitierte sich 1927 mit Forschungsarbeiten zu Textausgaben Meister Eckharts. Die rund 1000 Seiten umfassende Habilitationsschrift bildete das Fundament seiner weiteren Forschungen.
Ab 1927 lehrte Quint in Bonn als Privatdozent und wurde 1935 zum außerordentlichen Professor ernannt. Er war Förderndes Mitglied der SS, am 2. Dezember 1937 beantragte er die Aufnahme in die NSDAP und wurde rückwirkend zum 1. Mai desselben Jahres aufgenommen (Mitgliedsnummer 5.863.819). Ab 1938 war er als Nachfolger von Friedrich Ranke Professor für ältere deutsche Philologie an der Universität Breslau.Während des Zweiten Weltkriegs wurde er im September 1944 als Soldat eingezogen und geriet in sowjetische Kriegsgefangenschaft. Während des Krieges wurde ein Großteil seiner Forschungsmaterialien und seine Bibliothek zerstört.
1948 übernahm Quint den Lehrstuhl für germanische Philologie an der Universität des Saarlandes. Einen Ruf an die Universität Tübingen lehnte er ab und folgte stattdessen 1955  einem Ruf an die Universität zu Köln, wo er bis zu seiner Emeritierung im Jahr 1963 wirkte.
Seit 1935 befasste sich Quint mit der Herausgabe der deutschsprachigen Werke Eckharts. 1955 erschien seine Übersetzung. Seine Bibliothek befindet sich in der USB Köln.
Josef Quint war seit 1950 mit seiner Frau Anneliese, geb. Krumm, verheiratet und hatte zwei Töchter. Er starb am 14. Dezember 1976 nach langer, schwerer Krankheit.

## Schriften (Auswahl)
- Textbuch zur Mystik des deutschen Mittelalters. Meister Eckhart – Johannes Tauler – Heinrich Seuse. 1952.

- Meister Eckhart: Die deutschen und lateinischen Werke. Abteilung I: Die deutschen Werke,
  - Bd. 1: Meister Eckharts Predigten, 1. und 2. Abteilung, 1958
  - Bd. 2: Meister Eckharts Predigten, 3. Abteilung, 1971
  - Bd. 3: Meister Eckharts Predigten, 4. Abteilung, 1976
  - Bd. 5: Meister Eckharts Traktate, 1963